# Нукшоара (Арђеш)
Нукшоара (рум. Nucşoara) насеље је у Румунији у округу Арђеш у општини Нукшоара. Oпштина се налази на надморској висини од 742 m.

## Становништво
Према подацима из 2002. године у насељу је живело 1720 становника, од којих су сви румунске националности.

### Хронологија
| Година       | 1992 | 1993 | 1994 | 1995 | 1996 | 1997 | 1998 | 1999 | 2000 | 2001 | 2002 | 2003 | 2004 | 2005 | 2006 | 2007 | 2008 | 2009 | 2010 | 2011 | 2012 | 2013 | 2014 | 2015 | 2016 | 2017 |
| ------------ | ---- | ---- | ---- | ---- | ---- | ---- | ---- | ---- | ---- | ---- | ---- | ---- | ---- | ---- | ---- | ---- | ---- | ---- | ---- | ---- | ---- | ---- | ---- | ---- | ---- | ---- |
| Становништво | 2023 | 2014 | 1991 | 1950 | 1904 | 1873 | 1871 | 1832 | 1808 | 1798 | 1768 | 1751 | 1721 | 1688 | 1644 | 1614 | 1610 | 1571 | 1560 | 1532 | 1490 | 1469 | 1465 | 1465 | 1440 | 1419 |